# 水躍

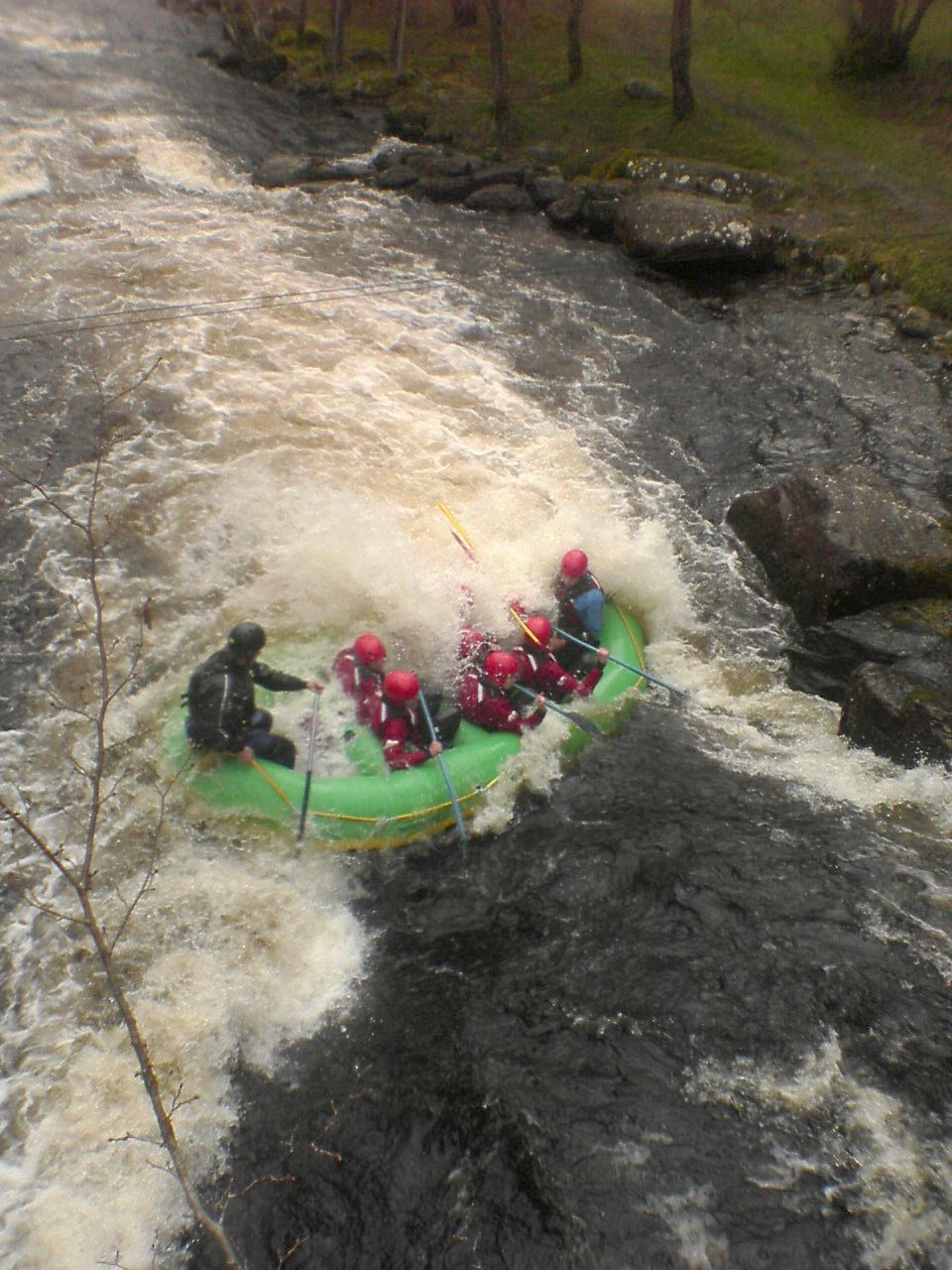
圖1：位在威爾斯Canolfan Tryweryn的筏遇到水躍

水躍（hydraulic jump）是在明渠流（像是河流和溢洪道）中常見的水力学現象。當高速的液體流進低速的區域，液面高度會突然上昇。快速流動的液體會突然變慢，液面會突然變高，將部份液體的動能轉換為位能，其中有部份能量因為紊流而以熱的方式耗散。在明渠流中，水躍的現象是快速流動的水流突然變慢，液面變高，類似激波行成的方式。
最早觀察及紀錄水躍的人是在1500年代的列奥纳多·达·芬奇。最早用數學敘述的是都灵大学的Giorgio Bidone，他在1820年發表了名為Experiences sur le remou et sur la propagation des ondes（漩渦和波傳播實驗）的論文。
此現象和流體的初速有關。若初速低於臨界速度，不會出現水躍。若初速沒有顯著的高於超臨界流速度，其過渡會以起伏的波來表現。當初速再變快，過渡會變的更突然，到速度夠高時，過渡的前緣會破壞，並且捲回到自身。出現此現象時，水躍會伴隨著劇烈的紊流、渦流、夾帶空氣、水面起伏或是水波一起出現。
水躍有兩種表現方式，在歷史上兩種表現方式會使用不同的詞語。不過，其中的機制是類似的，只是在不同參考座標下觀測時，會有少許的變化。因此兩者的物理學以及分析技術是相同的。
這二種表現方式是：
- 靜止水躍：快速流動的水以靜止水躍方式過渡到緩慢流動的水中，類似圖1和圖2。
- 涌潮：一個水牆或是水波往水流的上游移動。若考慮一個隨著波前移動的參考坐標系，波前相對參考座標系是靜止的，其本質上就和靜止水躍相同。

一個有關的情形是級聯（cascade）：一個水牆或是水波往水流的下游移動，並且蓋過較淺的下游水流。。若考慮一個隨著波前移動的參考坐標系，可以適用和靜止水躍相同的分析方式。

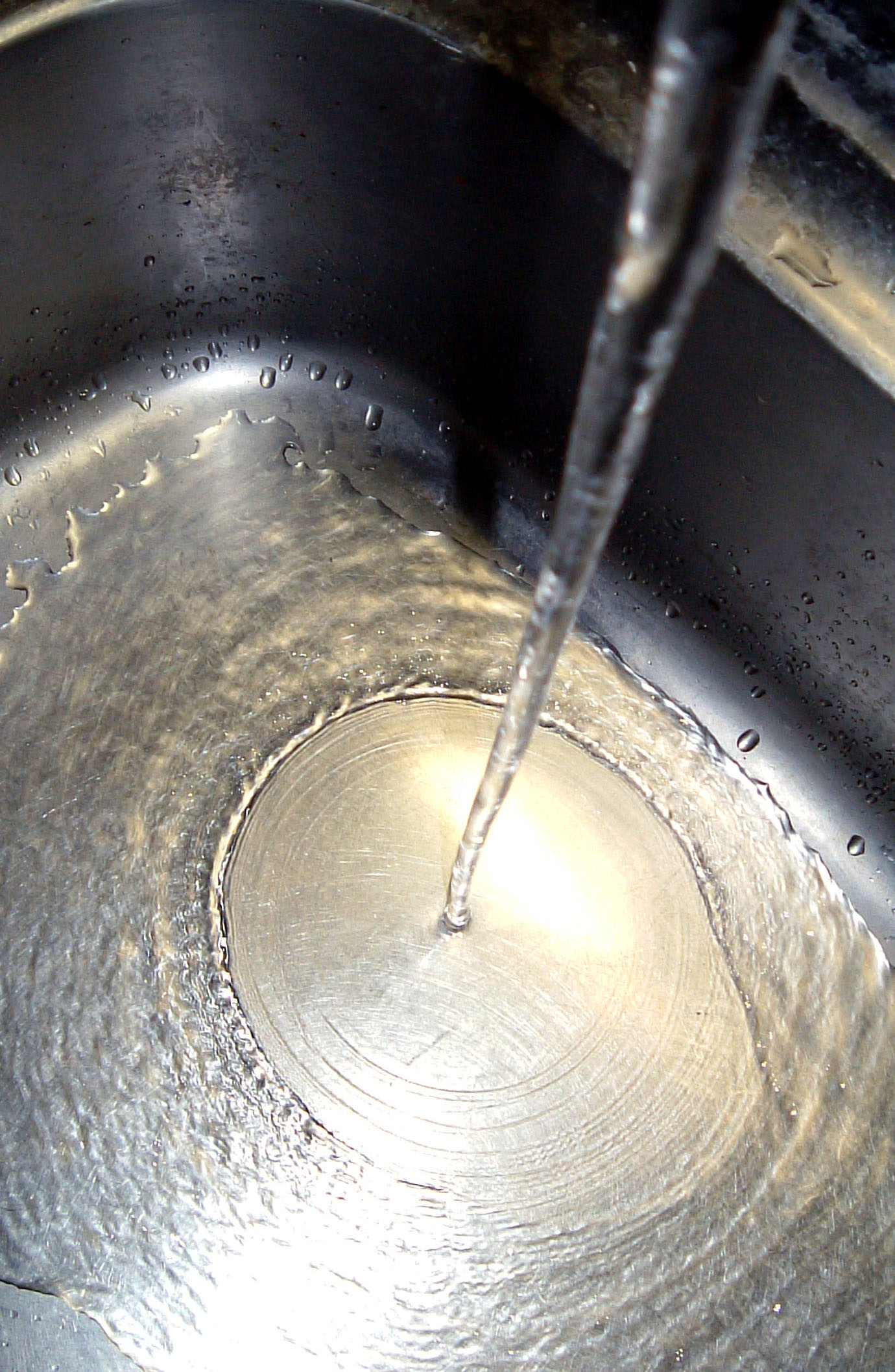
圖2：常見水躍的例子，就是在水槽中心略呈圓形的靜止水躍。圖中也可以明顯的看到紊流

在許多文獻中都有提到水躍現象，而且有從不同的技術觀點來分析。
有時用水躍現象來混合化學品。

## 延伸閱讀
- Chanson, Hubert.  (PDF). European Journal of Mechanics B. 2009, 28 (2): 191–210  [2024-09-17]. Bibcode:2009EJMF...28..191C. doi:10.1016/j.euromechflu.2008.06.004. （原始内容存档 (PDF)于2016-03-04）.